# Bermudo (obispo de Oviedo)
Bermudo fue obispo de Oviedo entre 975 y 992.  La primera vez que aparece rigiendo la sede ovetense fue el 15 de marzo de 975 cuando Cromacio Melliniz y sus familiares donaron el monasterio de San Jorge a la catedral de Oviedo y a su obispo Bermudo que confirma como Uuirmundus ouetensis episcopus. Vuelve a figurar en la documentación el 14 de marzo de 976 confirmando una donación realizada por el conde Froila Vélaz y su esposa Gislavara a la catedral y a su obispo del monasterio de Santa María de Cartavio —entre los ríos  Navia y  Porcía— del monasterio de Ordax así como varias villas, donación confirmada también por Ramiro III y Bermudo II de León.
Después de 979, en algunas ocasiones, aparece su sucesor, el obispo Gudesteo, confirmando documentos. Según el historiador Antonio Palomeque Torres:

La explicación de esta ausencia y al mismo tiempo dualidad la hemos de ver en la costumbre entonces arraigada de suscribir un mismo diploma dos prelados de una misma diócesis, bien porque el más antiguo renunciase a su sede retirándose a un monasterio, bien porque, ya anciano o imposibilitado físicamente tuviese como adjunto a un auxiliar o coadjutor; ejemplo de esta dualidad la tenemos en la escritura del 2 de septiembre de 992 en la que firman estos dos obispos de Oviedo.

Un obispo Bermudo, sin especificar la sede que gobernaba, confirma escrituras en enero de 981, noviembre de 985, julio de 986 y mayo de 987. El 24 de diciembre de 988, el obispo Bermudo roboró una donación del rey Bermudo II al monasterio de Celanova y esta vez sí menciona que era obispo de Oviedo. El 2 de mayo de 991 vuelve a aparecer cuando el conde Gundemaro Pinióliz y su esposa Muniadona cambiaron con el obispo y con la catedral de Oviedo la villa de Villanueva de Anasa en Noreña por la iglesia de Santa María de Tol (Taule).  El 2 de febrero de 992 confirmó una escritura del rey Bermudo II y la siguiente y última vez que el obispo Bermudo figura en la documentación fue el 2 de septiembre de 992 cuando él y su sucesor, el obispo Gudesteo, confirmaron una escritura del rey Bermudo II y su esposa la reina Elvira por la que donaban a la catedral de Oviedo el castillo de Miranda, el de Santa Eugenia de Moreta así como otras propiedades y al mismo tiempo confirmaron las donaciones realizadas por sus antepasados.